# Węgliniec
Węgliniec [vɛŋ'gliɲɛʦ], tyska: Kohlfurt, är en småstad och järnvägsknut i sydvästra Polen, belägen i distriktet Powiat zgorzelecki i Nedre Schlesiens vojvodskap, 21 kilometer nordost om de polsk-tyska gränsstäderna Zgorzelec/Görlitz. Tätorten hade 3 009 invånare i juni 2014 och utgör centralort i en stads- och landskommun med totalt 8 696 invånare samma år.
Staden är medlem av det tysk-polsk-tjeckiska regionala samarbetsorganet Euroregion Neisse.

## Administrativ indelning
Till Węgliniecs stads- och landskommun hör följande orter (tyska namn inom parentes):
- Dębówek (Königsberghäuser)
- Jagodzin (Neuhammer an der Tschirne)
- Kościelna Wieś (Steinkirchen)
- Okrąglica (Schnellförtel)
- Piaseczna (Schönberg)
- Polana (Brand)
- Ruszów (Rauscha)
- Stary Węgliniec (Alt Kohlfurt)
- Węgliniec (Kohlfurt)
- Zielonka (Grube Stadt Görlitz)

## Historia
Orten ligger i det historiska landskapet Oberlausitz och uppstod som en mindre bosättning omkring ett hammarverk på 1500-talet. Tillsammans med Oberlausitz övergick området från kungariket Böhmen till kurfurstendömet Sachsen 1635. Vid Oberlausitz delning 1815 kom Kohlfurt därefter att bli del av provinsen Schlesien i kungariket Preussen, 1871-1945 även som del av Tyskland. 
Kohlfurt förblev fram till 1800-talet en liten by. År 1846 drogs järnvägen mellan Berlin och Breslau genom orten, och under mitten av 1800-talet blev Kohlfurts station en viktig järnvägsknut, med sidolinjer mot Görlitz (1847), Lauban (1865) och Hoyerswerda (1874), samt den smalspåriga banan till Rothwasser (1913).
Kohlfurt tillhörde de tyska territorier öster om Oder-Neisselinjen som avträddes till Polen efter andra världskrigets slut 1945 enligt Potsdamöverenskommelsen. Ortens järnvägsstation spelade en central roll i de tvångsförflyttningar av tyska invånare som genomfördes, och orten döptes om till Węgliniec av de polska myndigheterna. Under åren efter kriget återbefolkades orten av polska bosättare och flyktingar från de tidigare polska områdena öster om Curzonlinjen. Węgliniec fick status som stadsliknande tätort 1954 och stadsrättigheter 1967.

## Kommunikationer
Staden är sedan mitten av 1800-talet en viktig järnvägsknut för trafik mellan Oberlausitz och Schlesien. Węgliniecs järnvägsstation trafikeras av regionaltåg på sträckan Zielona Góra – Żary – Węgliniec – Pieńsk – Zgorzelec – Lubań - Jelenia Góra samt sträckan  Węgliniec – Bolesławiec – Legnica – Wrocław. Sträckan västerut över den tyska gränsen är på den tyska sidan idag nedlagd för persontrafik.

## Vänorter
- Rothenburg/Oberlausitz, Sachsen, Tyskland.
- Hå kommun, Norge
- Horka, Sachsen, Tyskland
- Hodkovice nad Mohelkou, Liberecregionen, Tjeckien